# كويفا فيل
كويفا فيل هو كهف طبيعي وموقع أثري في جنوب باتاغونيا. يقع كويفا فيل على مقربة من بالي آيك كريتر، وهو موقع أثري مهم آخر. تم تقديم كويفا فيل جنبًا إلى جنب مع موقع بالي آيكالقريب إلى اليونيسكو كموقع تراث عالمي محتمل.